# Prorhaphochaeta ishidai
Prorhaphochaeta ishidai är en tvåvingeart som beskrevs av Mitsuhiro Sasakawa 1985. Prorhaphochaeta ishidai ingår i släktet Prorhaphochaeta och familjen lövflugor. Inga underarter finns listade i Catalogue of Life.